# Portada/article juny 9

## Austràlia (pel·lícula)
Austràlia és una pel·lícula èpica d'amor i aventures dirigida el 2008 per Baz Luhrmann. Aquest va ser el primer llargmetratge del director australià després d'haver produït el que s'anomena la Trilogia de Teló Vermell, formada pels seus tres primers treballs cinematogràfics: Strictly Ballroom, Romeo + Juliet i Moulin Rouge!. Austràlia narra la història d'una aristòcrata anglesa i un tosc i dur ramader que intenten salvar la finca que ella acaba d'heretar. En el procés, descobriran l'afecte que senten l'un per l'altre mentre el país es veu immers en la Segona Guerra Mundial i és bombardejat pels avions japonesos.
Tenint en compte que la cinta se situa a la ciutat de Darwin d'Austràlia, pels papers principals es va decidir escollir una parella d'actors d'aquesta nacionalitat. Nicole Kidman és l'actriu que dona vida a l'altiva i rica hereva britànica i Hugh Jackman representa al ferm drover que l'acompanya.